# Francisco Pacheco (militar)
Francisco Pacheco Jiménez (también conocido como Capitán Francisco Pacheco, Chiclana de la Frontera, 1488-León, 1541) fue un militar y conquistador español conocido por ser el fundador de la ciudad de Portoviejo y por su participación en la conquista del Tahuantinsuyo junto a Francisco Pizarro y Diego de Almagro.

## Reseña biográfica

### Orígenes
Descendiente de familia de gran linaje de origen portugués asentado en España, siendo adolescente paso a las Indias Occidentales. En concreto su linaje le conecta con las familias Téllez, Girón y Pacheco. Sería descendiente de Don Juan Pacheco I Marqués de Villena, duque de Escalona y maestre de Santiago. También descendería de Don Pedro Girón, conde de Ureña, duque de Osuna y maestre de Calatrava. Tanto los Pacheco como los Girón, tendrían el favor del rey Enrique IV. Además, los maestres Pacheco y Girón serían tutores de la princesa Isabel la Católica y su hermano el príncipe Alfonso, príncipe de Asturias. Durante esa época había partidos a favor de doña Juana La Beltraneja para ocupar el trono de Castilla mientras que otros apoyaban al príncipe Alfonso. El papá de Diego de Almagro sería el copero mayor de Pedro Girón. Sería este último quien saldría de Almagro para casarse con la princesa Isabel. A su muerte en la toma de la ciudad de Loja, su sucesor Rodrigo Téllez Girón dejaría a su hijo mayor Alfonso Téllez Girón como sucesor del maestrazgo de Calatrava.

### Viaje a Centroamérica
Sería después del descubrimiento de América por Colón en 1492 cuando empezarían a llevarse a cabo varios viajes al Nuevo Mundo, como sería el de Rodrigo de Bastidas y Vasco Núñez de Balboa. Más adelante iría Pedro Portocarrero, hijo segundo de don Juan Pacheco en uno de los viajes. Posterior a esto se descubriría el Mar del Sur al que Magallantes imponiría el nombre de Pacífico. La primera mención que se tiene de Francisco Pacheco como miembro de las expediciones de los conquistadores sería en la "relación" escrita por Pedro Arias Dávila como gobernador del Darien donde nombraba a varias personas, entre ellas al joven Francisco Pacheco y a su hermano Alonso Téllez Girón. Estaría pues vinculado a la fundación de las primeras ciudades de Centroamérica. A la muerte del Gobernador Pedro Arias Dávila sería relevado en su cargo y continuarían las expediciones llevándose a cabo el descubrimiento de Nicaragua. Después de fundada la ciudad de León, a raíz de la llegada del alcalde mayor de España de apellido Castañeda, Francisco Pacheco se uniría políticamente él por lo que sería designado para explorar minas viejas de los chorotegas y fundar un pueblo de españoles en ese lugar.

### Fundación de Portoviejo

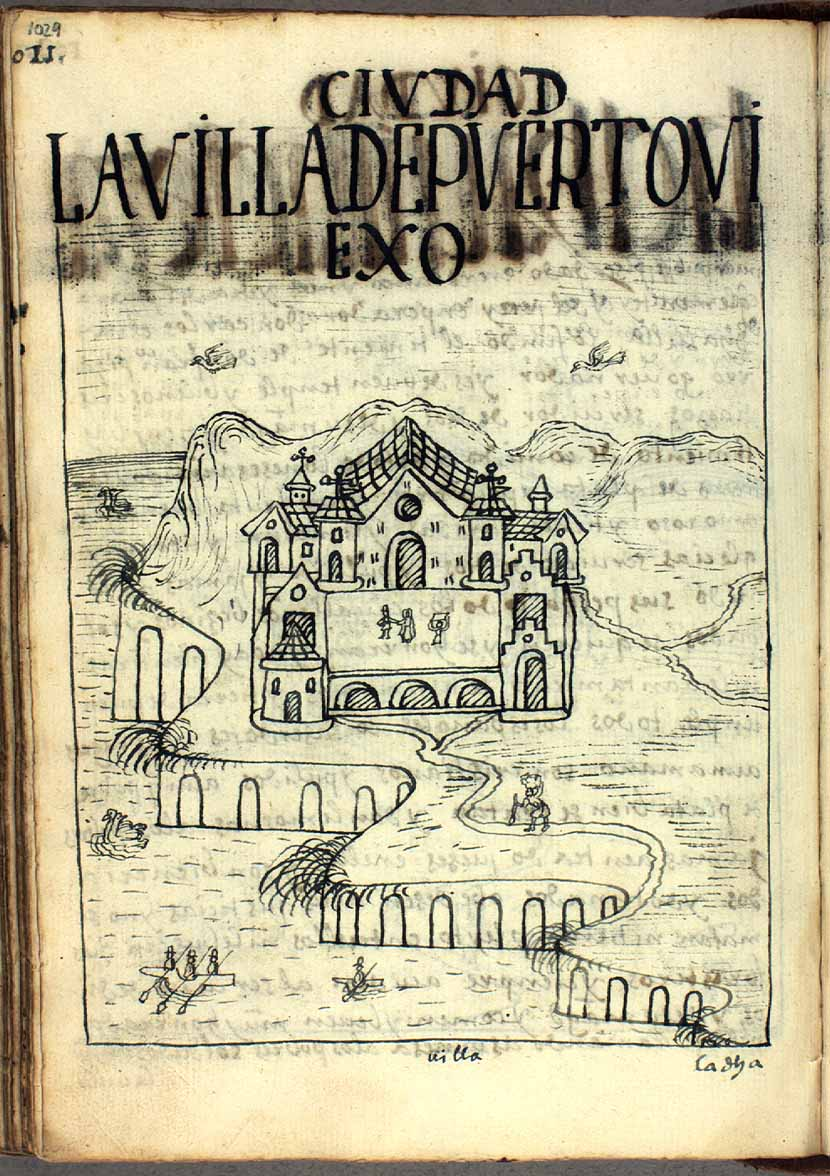
Ciudad la Villa de Puerto Viexo del Perú, según Felipe Guamán Poma de Ayala

En esta zona llegarían Pizarro y Almagro que tenían planificado un viaje a través del mar del sur que terminaría en la conquista del imperio incaico. Se uniría pues Pacheco y llegarían a las costas de Manabí con lo que empezaría la conquista. Con la llegada a Cabo Pasado empezarían a internarse por la provincia de Puerto viejo. Ahí conocerían a Achira, quien fuera la viuda del cacique Tosagua. También aprenderían sobre la esmeralda considerada como diosa Umiña. Después seguirían al este y al sur encontrándose con los chonos y huancavilcas, para después llegar a la isla Puná. Continuarían con su viaje al sur donde se encontrarían con los incas. Pacheco sería parte de la captura y muerte de Atahualpa junto al ejército de Almagro y Pizarro.
Ante las noticias de un nuevo reino en el sur el conquistador de Centroamérica Pedro de Alvarado buscaría tomar parte y reuniría a sus hombres para partir en dicha dirección. Esto causaría una crisis puesto que había la posibilidad de dividir a los conquistadores entre Almagristas y Alvaristas. Para tener precedencia Almagro fundó la ciudad de Santiago de Quito en lo que en la actualidad corresponde a Riobamba Encargaría a su vez a Francisco Pacheco el rescatar a los indígenas naturales de Puerto Viejo.  En su intento sufriría un alzamiento de los nativos de la provincia de Puerto Viejo, sin embarco continuaría con el encargo de controlar la región donde desembarcaban los barcos de los conquistadores y fundaría la Villa Nueva de San Gregorio de Portoviejo haciendo un pacto con 30 caciques locales cerca de la comunidad indígena de Picoazá en lo que en ese entonces se llamaba la Provincia de Puerto Viejo el 12 de marzo de 1535. Sería además su primer Teniente Gobernador por dos años hasta 1537. La fundación sin embargo vería problemas puesto que Pedro de Puelles por orden de Sebastián de Belalcázar se dirigía a la misma localidad para fundar la ciudad primero. Esto entorpecería la creación de la villa creando una disputa entre Pacheco y Puelles. Esta sería resuelta por Pizarro quien dejaría en manos de Francisco Pacheco la recién creada villa. Después de la fundación llegarían el capitán Gonzalo Domos junto con Baltasar García. Se harían varias observaciones sobre la fundación de la villa, con varios escribanos donde se registraría la historia en los documentos de los cronistas. Retorno a la ciudad de León (Nicargua) con su hermano. Los pobladores de la recién creada villa ayudarían más tarde para contener el alzamiento de Manco Inga cercando LimaSobre Pacheco y su rol en la fundación de Portoviejo, Cieza de León narra de la siguiente manera:

Y asi dicen, que mandó luego al capitan Francisco Pacheco que saliese con la gente necesaria para ello. Y como le fue mandado Francisco Pacheco haziendolo asi como le fue mandado, se embarcó en un pueblo que há por nombre Picuaca: y en la parte que mejor le paresció fundó y pobló la ciudad de puerto viejo, que entonces se nombró villa. Esto fue día de sant Gregorio, a doze de Marco año de nascimiento de nuestro redemptor Jesuchristo del mil y quinientos y treinta y cinco: y Fundose en nombre del Emperador don Carlos nuestro rey y señor
Pedro Cieza de León

### Fallecimiento
Después de cumplir su tiempo como Teniente Gobernador regresaría a la ciudad de León, donde había vivido el inicio de la conquista, junto a su hermano. En Nicaragua se casaría con Doña María Ferrol quien fuera hija del piloto español Juan Ferrol. Moriría cuatro años después en 1541 a los 53 años de edad.

## Legado

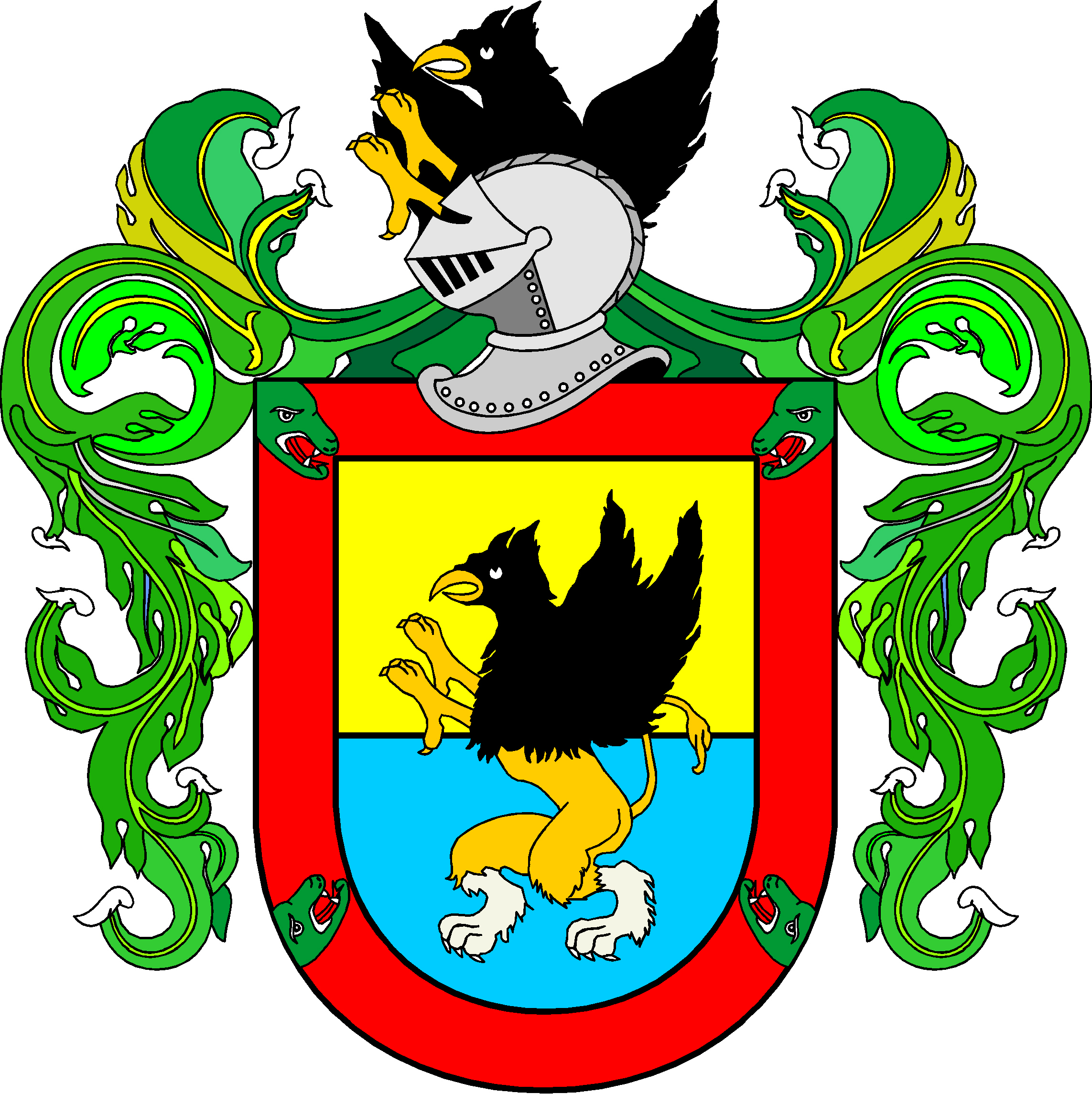
Real Cédula del 17 de octubre de 1540 dirigida a Don Baltasar García Alguacil Mayor del Cabildo de Puerto Viejo.

Francisco Pacheco, más allá de sus orígenes nobiliarios juega un rol importante tanto en la historia de Nicaragua como en la de Perú y Ecuador, por su participación en la conquista. Respecto a este último país, es junto a Alonso de Mercadillo, Juan Salinas de Loyola, Gil Ramírez Dávalos, Francisco de Arobe, Francisco de Orellana, Sebastián de Belalcázar y Diego de Almagro, uno de los fundadores y primeros gobernadores de las actuales ciudades de dicho país. Antes de la llegada de los conquistadores a la costa de Manabí en lo que actualmente corresponde al territorio ecuatoriano, solamente había fundada una ciudad, que era Tomebamba (realizado por los Incas). Por esta razón todas las ciudades corresponden a fundaciones españolas sobre anteriores asientos de comunidades indígenas. El pacto entre Pacheco y los caciques locales de Manabí dio como resultado la fundación de Portoviejo, una ciudad importante para la historia de Ecuador. Su legado se recuerda pues en la plaza central junto a la catedral municipal. Su monumento sería renovado en 2017 de la mano del escultor Ivo Uquillas. Por otro lado el escudo de la ciudad sería oficializado en 1540 a partir de la cédula Real del 17 de octubre que estaría dirigida a Baltazar García quien había llegado junto a Gonzalo Domos como visitadores cinco años después de la fundación por Pacheco. Dentro del escudo se representaría a grifo heráldico que es el símbolo real y gibelino de la que fuera la Dinastía Trastámara, antiguos monarcas del reino de Castilla. Dicho símbolo también se encuentra representado en otra ciudad antigua de Ecuador, Riobamba en varias de sus edificaciones que serían sepultadas con el terremoto de finales del siglo XVIII. 